# Искусство воровства
«Искусство воровства» (англ. The Art of the Steal) — американский биографический фильм о жизни Альберта Барнса, снятый режиссёром Дон Аротт. Главную роль исполняет Джулиан Бонд. 12 сентября 2009 года фильм был показан на Кинофестивале в Торонто.

## Сюжет
Фильм рассказывает историю доктора Альберта Барнса. За свою жизнь он собрал большую коллекцию произведений искусства: полотна импрессионистов, постимпрессионистов и произведений раннего модерна.

## Критика
Фильм получил положительные отзывы кинокритиков. На сайте Rotten Tomatoes фильм имеет рейтинг 85 % на основе 61 рецензии со средним баллом 7,2 из 10. На сайте Metacritic фильм имеет оценку 75 из 100 на основе 19 рецензий критиков, что соответствует статусу «в целом положительные отзывы».
Фильм также получил положительные рецензии на Нью-Йоркском кинофестивале.